# 马打兰王国君主列表
马打兰王国君主列表

## 珊查耶王朝
- 腊凯·马打兰·腊图·珊查耶（Rakai Mataram Ratu Sanjaya）：732年—760年
- 室利·摩诃罗闍·拉凯·巴南卡兰（Sri Maharaja Rakal Panemkalan）：760年—780年
- 室利·摩诃罗闍·拉凯·巴农卡兰（Sri Maharaja Rakal Panukalan）：780年—800年
- 室利·摩诃罗闍·拉凯·哇拉克（Sri Maharaja Rakal Varak）：800年—829年
- 室利·摩诃罗闍·拉凯·卡隆（Sri Maharaja Rakal Garun）：829年—838年
- 室利·摩诃罗闍·拉凯·比卡丹（Sri Maharaja Rakal Bikadan）：838年—851年
- 室利·摩诃罗闍·拉凯·卡柔望义（Sri Maharaja Rakal Kayuwani）：851年—875年
- 室利·摩诃罗闍·拉凯·哇杜胡玛琅（Sri Maharaja Rakal Watuhumalang）：875年—886年

亡于夏连特拉王国：886年—898年

## 巴里栋王朝
- 巴里栋（Balitung）：898年—910年
- 达克夏（Daksha）：910年—919年
- 杜罗棠（Tulodong）：919年—921年
- 哇哇（Vava）：924年—927年
- 克土达腊（Ktudala）：927年—929年

## 伊莎纳王朝
- 蒲·新托（Mpu Sindok）：929年—947年
- 室利·伊莎纳·栋卡·威查耶女王（Sri Isana Tungga Wijaya）：947年—991年
- 室利·马古·达旺夏·哇尔达纳（Sri Maku Tawangsa Wardhana）：991年
- 达尔马旺夏（Dharmavamsa）：991年—1007年

亡于三佛齐王国：1007年—1019年

## 复兴王朝
- 爱尔朗卡（Erlangga）：1019年—1049年

二子分治

## 戎牙路王朝
- 萨马罗沙哈（Samaloshaha）：1049年—1060年
- 腊凯·哈路（Rakal Halu）：1060年—1135年

## 谏义里王朝
- 查耶哇尔沙（Jayawarsha）：1049年—1115年
- 卡默斯哇拉一世 （Karmosvara I）：1115年—1130年
- 佐约波约（Joyaboyo）：1130年—1160年 （兼并戎牙路王朝）
- 沙尔威斯哇拉一世 （Sarwisvara I）：1160年—1171年
- 阿利耶斯哇拉 （Aliyesvara）：1171年—1181年
- 克朗查耶迪巴 （Kronchaayyadipa）：1181年—1185年
- 卡默斯哇拉二世 （Karmosvara II）：1185年—1194年
- 沙尔威斯哇拉二世 （Sarwisvara II）：1194年—1200年
- 格尔达查耶 （Kertajaya）：1200年—1222年

## 欣柯沙里王朝
- 庚·安洛（Kon Angrok）：1222年—1227年
- 阿努沙巴迪（Anusapadi）：1227年—1248年
- 陀查耶（Tohjaya）：1248年
- 朗卡·巫尼（Rangga Wuni）：1248年—1268年
- 格尔达纳卡拉（Kertanagara）：1268年—1292年

## 谏义里王朝复辟
- 查耶迦旺（Jayakawan）：1292年—1294年

1294年亡于中国元朝。